# Itauçu
Itauçu is een gemeente in de Braziliaanse deelstaat Goiás. De gemeente telt 9.117 inwoners (schatting 2009).

## Aangrenzende gemeenten
De gemeente grenst aan Araçu, Inhumas, Itaberaí, Petrolina, Santa Rosa de Goiás en Taquaral.